# Un Mundo Sin Mordaza
Un Mundo Sin Mordaza es una ONG de derechos humanos radicada en Venezuela. La organización ha coordinado actividades globales y con la diáspora venezolana y dentro Venezuela, incluyendo protestas y campañas en medios de comunicación como la campaña SOS Venezuela.